# 真鍋島
真鍋島（まなべしま）は、岡山県笠岡市にある笠岡諸島に属する島である。古い漁村の面影を残した家並みがあり岡山県のふるさと村に指定されており、1977年（昭和52年）の映画『獄門島』や1984年（昭和59年）の映画『瀬戸内少年野球団』のロケ地となった。中四国沿岸部に多い真鍋姓の発祥地でもある。
近年は人口より猫の生息数が多いという「猫の島」としても知られるほか、フランス人イラストレーターのフロラン・シャヴエが2010年に刊行したイラスト滞在記「ManabeShima Island Japan」により外国人観光客にも知られるようになっている。
2019年5月20日に、「知ってる!? 悠久の時が流れる石の島 ～海を越え，日本の礎を築いた せとうち備讃諸島～」を構成するひとつの島として、日本遺産に認定された。

## 地理
- 住所 - 岡山県笠岡市真鍋島
- 位置 - 北木島の南東約1km
- 面積 - 1.49km2
- 周囲 - 7.5km
- 人口 - 491人(H7)・390人(H12)・312人(H17)・277人(H22)・201人(H27)国勢調査

## ロケ地
映画
- 『ラジエーションハウス』
- 『旅の贈りもの 0:00発』
- 『瀬戸内少年野球団』
- 『獄門島』
- 『渋滞』
- 『劇場版ラジエーションハウス』の美澄島

バラエティ
- そうだ 旅に行こう　2015年3月24日OA　テレビ東京

ゲーム
- 『おかえりっ!〜夕凪色の恋物語〜』
- 『SIREN2』